# Gustavo Dudamel
Gustavo Adolfo Dudamel Ramírez (Barquisimeto, Veneçuela, 26 de gener de 1981) és un músic i director d'orquestra veneçolà. És director de l'Orquestra Filharmònica de Los Angeles, la Simfònica de Göteborg i la Simfònica Simón Bolívar.
La revista National Geographic va publicar l'Octubre de 2010 un article amb el títol "Gustavo Dudamel: L'home que rejoveneix la música clàssica", i en aquest artícle Dudamel era qualificat de geni de la musica. L'any 2012 és guanyador del Premi Grammy per la direcció de la simfonia núm. 4 de Brahms interpretada per l'Orquestra Filharmònica de Los Angeles.
Dirigí la sessió del concert de Viena de Cap d'Any del 2017.